# Discobola venustula
Discobola venustula là một loài ruồi trong họ Limoniidae. Chúng phân bố ở miền Australasia.